# Descartável
Denomina-se descartável um "produto" concebido para prazo curto de uso, em vez de médio e longo prazo de durabilidade, a maioria dos produtos descartáveis são destinados apenas para uma utilização. 
A sustentabilidade tem como pilar 3 elementos: meio ambiente, impacto social e economia. Por isso, entende-se que para uma sociedade ou sistema ser sustentável deve-se incentivar a conservação do meio ambiente, o bem-estar social e o ganho econômico de modo que não coloque em risco os 2 primeiros elementos. O uso de objetos descartáveis é uma ótima opção para preservar o ambiente. 